# لیروک
لیروک، روستایی از توابع بخش بشارت شهرستان الیگودرز در استان لرستان ایران است.
این روستا جنوبی ترین نقطه استان لرستان از لحاظ مختصات جغرافیایی و مسکونی بودن است.
در نقشه سازمان نقشه برداری کشوری این نقطه داخل مرز استان لرستان وجود دارد . مردمانش همه لر بختیاری از طایفه ذلقی الیگودرز لرستان هستند.

## جمعیت
این روستا در دهستان ذلقی غربی قرار دارد و براساس سرشماری مرکز آمار ایران در سال ۱۳۸۵، جمعیت آن ۲۱۳ نفر (۳۴خانوار) بوده‌است.